# Kohei Saito
Kohei Saito (斎藤 幸平 Saitō Kōhei?), (31 de enero de 1987)  es un filósofo japonés, profesor asociado en la Universidad de Tokio. Ha realizado sus desarrollos teóricos en las áreas de ecología y economía política desde la perspectiva marxista.

## Biografía
Después de graduarse de Shiba Junior & Senior High School (芝中学校・芝高等学校), una escuela privada en Tokio, Saito inició sus estudios en la Universidad de Tokio, pero al cabo de tres meses se retiró para inscribirse en la Universidad Wesleyana en Connecticut, donde estudió entre 2005 y 2009, año en que comenzó sus estudios de maestría en la Universidad Libre de Berlín. Inmediatamente después, realizó su doctorado en la Universidad Humboldt de Berlín.
En 2016, Saito publicó el libro Nature versus Capital. Marx's Ecology in his Unfinished Critique of Capitalism, que se basa en su disertación doctoral. En él, realiza la reconstrucción de la crítica ecológica del capitalismo de Karl Marx, en la que se basa en manuscritos y extractos extensos de la propiedad de Marx.
Saito coeditó el Volumen 18 de la División Cuatro del Marx-Engels-Gesamtausgabe, que se publicó en 2019. El trabajo en este libro también informó su disertación, que completó en la Universidad Humboldt de Berlín. Andreas Arndt es su asesor doctoral. En 2017, se publicó la versión en inglés de su libro, y en 2020 recibió el premio JSPS por la Sociedad Japón para la Promoción de la Ciencia. Además, en 2018 ganó el Deutscher Memorial Prize para la Investigación Marxista que lleva el nombre de Isaac Deutscher.
Posteriormente, Saito fue un erudito visitante en la Universidad de California en Santa Bárbara, y desde 2017 hasta marzo de 2022 fue profesor asociado en la Universidad Metropolitana de Osaka. Fue nominado profesor asociado en la Universidad de Tokio en abril de 2022.
Su volumen publicado en 2020 El capital en la era del Antropoceno se convirtió en un éxito de ventas inesperado en Japón, vendiendo más de 250 000 copias para mayo de 2021. Las cifras de ventas aumentaron a más de 500 000 a mediados de 2022.

## Publicaciones (seleccionadas)
- Saitō, Kōhei (2024). Slow Down. The degrowth manifesto (Brian Bergstrom, Trad.). Astra House
- Karl Marx's Ecosocialism: Capital, Nature, and the Unfinished Critique of Political Economy (en inglés). Monthly Review Press. 2017.
- (en inglés). Bellaterra Press. 2021 [La naturaleza contra el capital. El ecosocialismo de Karl Marx La naturaleza contra el capital. El ecosocialismo de Karl Marx] |url= incorrecta (ayuda). Falta el |título= (ayuda)